# 立科町
立科町（日语：／ Tateshina machi */?）是長野縣中部 北佐久郡的町。人口8,409人。

## 地理
- 山：蓼科山
- 湖沼：白樺湖、女神湖